# 質素
| ウィキペディアには「質素」という見出しの百科事典記事はありません（タイトルに「質素」を含むページの一覧/「質素」で始まるページの一覧）。 代わりにウィクショナリーのページ「質素」が役に立つかもしれません。 |